# مجموعه خرفخانه‌های کوه خواجه
مجموعه خرفخانه‌های کوه خواجه مربوط به دوره اشکانیان - سده‌های اولیه دوران‌های تاریخی پس از اسلام است و در شهرستان‌آباده، بخش مرکزی، برفراز کوه خواجه واقع شده و این اثر در تاریخ ۱۱ شهریور ۱۳۸۲ با شمارهٔ ثبت ۹۸۰۴ به‌عنوان یکی از آثار ملی ایران به ثبت رسیده است.